# Barbora Cíglerová
Barbora Cíglerová (rozená Havránková, 23. července 1884 Dolní Lukavice – 13. listopadu 1947 Plzeň) byla česká politička, členka České strany sociálně demokratické dělnické, v letech 1919 až 1939 členka Zastupitelstva města Plzně. Roku 1935 se stala první vykonavatelkou úřadu ženy-radní v historii města. Svým dlouholetým působením se stala jednou z nejúspěšnějších komunálních političek meziválečného Československa.

## Život

### Mládí
Narodila se v Dolní Lukavici nedaleko Plzně. Provdala se za dílovedoucího plzeňských Škodových závodů Viléma Cíglera (1881–1945).

### Politika
Roku 1919 získala po prvních československých komunálních volbách konaných 15. června 1919 mandát členky sedmnáctičlenného zastupitelstva města. To bylo umožněno novým československým volebním zákonem, který oproti rakousko-uherskému nově umožňoval všeobecnou politickou kandidaturu do veřejných funkcí. Radnici jako primátor řídil od roku 1919 sociální demokrat Luděk Pik, se kterým Cíglerová dlouhá léta spolupracovala. Již v prvních volbách v ČSR roku 1919 se do městských a obecních zastupitelstev dostala řada političek, například také v Brně.
V úřadu členky zastupitelstva obhájila svůj mandát celkem pětkrát: ve volbách roku 1919, 1923, 1927, 1931 a 1938. 27. května 1935 byla pak plénem zvolena členkou rady města, byla jí přidělena městských vodáren, plováren a lázní, rovněž byla členkou pohřební komise. Mandát vykonávala až do rozpuštění zastupitelstva roku 1939 souvisejícího s událostmi vzniku Protektorátu Čechy a Morava.

### Úmrtí
Barbora Cíglerová zemřela 13. listopadu 1947 v Plzni ve věku 63 let a byla zde pravděpodobně také pohřbena.